# كتاب سليم بن قيس الهلالي
كتاب سُليم بن قيس الهلالي هو كتاب ألَّفه أبو صادق سُليم بن قيس الهلالي العامري الكوفي يتحدَّث عن الحوادث التي وقعت عقيب وفاة النبي محمد. وسُليم من أجلَّة أصحاب الأئمة عند الشيعة الإثني عشريَّة فقد عاصر أربعةً من أئمتهم، وهم علي بن أبي طالب وإبنيه الحسن والحسين وعلي بن الحسين السجَّاد، كما أدرك الخامس منهم وهو محمد بن علي الباقر. فقد ذكر ذلك من رجاليّ الشيعة: البرقي والطوسي وابن النديم. وقد أورده في أصحابهم - أي في أصحاب الأئمة - كلُّ من تعرَّض لترجمته من الرجاليين.
ولذا فإنَّ الكتاب ذو شأنٍ عند المسلمين الشيعة، بينما يورد عند مذاهب أهل السنة والجماعة ككاتب غير معتبر.
ويعتبر من رواة كسر الضلع ويعتقد أهل السنة قبل الشيعة بأن كشف الدار قد حدث بروايات إن أبو بكر ندم على كشف البيت فيما يعتقد الشيعة إن الكشف شمل كسر الضلع وقتل المحسن بينما لا رواة من أهل السنة الجماعة تثبت إن الكسر لم يشمل ذلك رغم ورود الكشف عندهم.

## صاحب الكتاب
أصله من بني هلال بن عامر بطن من عامر بن صعصعة، من هوازن من قيس بن عيلان، من العدنانية الذين كانوا يقطنون الحجاز، وما زال قسم من عشيرتهم إلى عصرنا في المنطقة.
ولد سُليم قبل الهجرة بسنتين، وكان عمره عند وفاة الرسول محمد اثنتي عشرة سنة. ولم يأت المدينة زمن الرسول ولا زمن أبي بكر، وإنما دخلها شابا في أوائل خلافة عمر بن الخطاب قبل السنة 16 الهجرية.

## مكانة الكتاب عند الشيعة
الكتاب معتمد عند الغالبيَّة من الشيعة، والقول بالتشكيك فيه عندهم قول ضعيف وقليل في قبال ما تسالمت عليه الطائفة من الاعتماد عليه وكونه من الأصول القديمة المعتبرة.
وسبب التشكيك هو وجود رواية تدل على وجود 13 إمام بعد الرسول ص ، لذا فقد شكك فيه قليل من علماء الشيعة، منهم ابن الغضائري وابن داود والمفيد وغيرهم:
- يقول المفيد: «هذا الكتاب غير موثوق به وقد حصل فيه تخليط وتدليس فينبغي للمتدين أن يجتنب العمل بكل ما فيه ولا يعول على جملته والتقليد لروايته وليفزع إلى العلماء فيما تضمنه من الأحاديث ليوقفوه على الصحيح منها والله الموفق للصواب».[8]

- وقال ابن أبي زينب النعماني في كتابه الغيبة أنَّه «ليس بين جميع الشيعة ممن حمل العلم ورواه عن الأئمة عليهم السلام خلافٌ أنَّ كتاب سُليم بن قيس الهلالي أصل من أكبر كتب الأصول التي رواها أهل العلم حملة حديث أهل البيت وأقدمها، وأنَّ جميع ما اشتمل عليه هذا الأصل إنما هو عن النبي محمد وعلي بن أبي طالب والمقداد وسلمان الفارسي وأبي ذر ومن جرى مجراهم ممن شهد الرسول محمد وعلي وسمع منهما وهو من الأصول التي ترجع الشيعة إليها وتعول عليها».[9]

## رأي علماء السنة في الكتاب وصاحبه
عند علماء أهل السُّنَّة والجماعة أن ما ورد في هذا الكتاب هو تزوير للتاريخ ويؤيدون هذا بغموض صاحب الكتاب واختفائه عن الأحداث التي يرويها.
ويعتمد المؤلف في نقله للتاريخ على محمد بن أبي بكر في نقل الأحداث التي حدثت بعد وفاة النبي، وكان عُمرُ محمد بن أبي بكر حين وفاة أبيه سنتين ونصف وهذا من أكبر المآخذ على هذا الكتاب ومؤلفه، فكيف يعقل أن تنقل هذه الأحداث عن طفل يبلغ من العمر سنتين ونصف. كما ينقل أيضاً عن سلمان الفارسي رغم أنه لم يكن بالمدينة حين دخلها عام 16 هـ.
ورغم أن شخصية سليم بن قيس لم تظهر في التاريخ إلا في هذا الكتاب ورغم أنه يكتب عن مرحلة تاريخية لم يشهدها ولم يشهدها من يروي عنه وهو محمد بن أبي بكر، حيث أن سليم بن قيس دخل المدينة في عهد عمر بن الخطاب ويروي سليم بن قيس ما حدث قبلها.
منشأ الطعن في كتاب سليم:
ما قاله محمد بن أبي بكر لأبيه عند موته: فقد جاء في كتاب سليم: أن سليما التقى بعبد الرحمان بن غنم فأخبره عما قاله معاذ بن جبل، وسالم مولى أبي حذيفة، وأبو عبيدة عند حضور أجلهم، حيث ذكروا: أنهم رأوا النبي محمد وعليا عند موتهم فبشرا كل واحد منهم بالنار.
ثم التقى سليم بمحمد بن أبي بكر، فأخبره بما قاله أبو بكر أيضا عند موته، ثم أخبره محمد بن أبي بكر، بأن عبد الله بن عمر قد سمع من أبيه عند موته مثل ذلك، وذكر له تفاصيل عما جرى بينه وبين أبيه.
وهذه الأمور لا يعقلها طفل عمره سنتان أو ثلاثة (كانت ولادته قبل الهجرة بسنتين)، بل يحتاج إلى وعي كامل، ومعرفة وتدبر للأمور. ثم أخبر محمد سليما أيضا بأنه أتى علي بن ابي طالب فحدثه بما سمعه من أبيه، وبما حدثه به ابن عمر عن أبيه، فقال له: «قد حدثني عما قاله هؤلاء الخمسة (1) من هو أصدق منك ومن ابن عمر، يريد بذلك الرسول محمد قبل موته أو بعده بالمنام، أو أخبره الملك الذي يحدث الأئمة. وبعد وفاة محمد بن أبي بكر بمصر التقي سليم بعلي، وسأله عما أخبره محمد بن أبي بكر، فقال:» صدق محمد، أما إنه شهيد حي يرزق «، ثم قرر كلام محمد بأن أوصياءه كلهم محدثون ».